# Born (Familienname)
Born ist ein Familienname.

## Namensträger

### A
- Adolf Born (1930–2016), tschechischer Karikaturist und Grafiker
- Adolf Müller-Born (1911–1993), deutscher Fabrikant und Verbandsfunktionär
- Adolph Born (1855–1924), deutscher Architekt
- Aernschd Born (Ernst Born; * 1949), Schweizer Liedermacher
- Agnes Born (* 1995), norwegische Schauspielerin, Jazz-Sängerin und Model
- Albert Friedrich Born (1829–1910), Schweizer Politiker (FDP) und Unternehmer
- Alfred Born (1936–2001), deutscher Filmarchitekt und Requisiteur
- Anneliese Born (1901–1989), deutsche Schauspielerin bei Bühne, Film und Fernsehen
- August Born (1923–1998), deutscher Politiker (EWG)
- Axel Born (1887–1935), deutscher Geologe und Paläontologe

### B
- Beatrice Born (* 1958), Schweizer Moderatorin
- Bertran de Born (vor 1140–um 1215), französischer Baron und Trobador
- Birgit Eberbach-Born (* 1954), deutsche Juristin
- BOB Born (* 1957), deutscher Cartoonist und Illustrator
- Boris Born (* 1960), deutscher abstrakter Maler
- Brooksley Born (* 1940), US-amerikanische Anwältin und Beamtin

### C
- Charles Van Den Born (1874–1958), belgisch-französischer Radsportler und Pilot
- Claire Born (1898–1965), deutsche Sängerin (Sopran)

### D
- Daniel Born (* 1975), deutscher Politiker (SPD), ehem. Vizepräsident des Landtages von Baden-Württemberg
- David Born (1817–1879), deutscher Stadtentwickler und Spekulant
- Dori Schaer-Born (* 1942), Schweizer Politikerin (SP)

### E
- Elina Born (* 1994), estnische Sängerin
- Emil Born (vor 1865–1921), Schweizer Architekt
- Emil Oswald Born (1845–1882), deutscher Fotograf
- Eric Born (* 1970), Schweizer Judoka und Manager
- Ernst von Born (1885–1956), finnischer Anwalt und Politiker
- Ernst Born (Drucker) (* 1922), Schweizer Tiefdrucker und Druckhistoriker
- Ernst Born (* 1949), Schweizer Liedermacher, siehe Aernschd Born
- Erwin Born (1914–2011), deutscher Dirigent

### F
- Franz Born (1881–1917), deutscher Maler
- Frida Born (1883–1953), deutsche Fürsorgerin, Mitglied des Nassauischen Kommunallandtags
- Friedrich von Born (Jurist) (1633–1693), deutscher Jurist und Staatsmann
- Friedrich Born (Politiker) (1828–1881), nassauischer Politiker (Nassauische Fortschrittspartei)
- Friedrich Born (1903–1963), Schweizer Diplomat
- Friedrich von Born-Fallois (1845–1913), preußischer Offizier, Gutsbesitzer und Politiker
- Friedrich George Born (1757–1807), deutscher Jurist, Erster Bürgermeister von Greifenberg und städtischer Landrat
- Friedrich Gottlob Born (1743–1807), deutscher Philosoph
- Fritz Born (?–2011), deutscher Schlagzeuger
- Fritz von Born-Fallois (1881–1946), deutscher Verwaltungsbeamter

### G
- Georgina Born (* 1955), britische Anthropologin und Musikerin
- Gerda Winkler-Born (1925–2015), österreichische Malerin und Schriftstellerin
- Gernot Born (1944–2012), deutscher Physiker und Hochschullehrer
- Gisela Born-Siebicke (* 1949), deutsche Politikerin (CDU)
- Guido Born, deutscher Schlagersänger
- Günter Born (* 1955), deutscher Autor
- Gustav Born (Mediziner, 1851) (1851–1900), deutscher Embryologe
- Gustav Born (Mediziner, 1921) (Gustav Victor Rudolf Born; 1921–2018), deutsch-britischer Pharmakologe

### H
- Hannelore Kirchhof-Born (1939–2021), deutsche Malerin
- Hans Born (Maler) (1910–1983), deutscher Maler und Lehrer
- Hans-Joachim Born (1909–1987), deutscher Chemiker
- Hanspeter Born (* 1938), Schweizer Journalist
- Heinrich Born (Bibliothekar) (1867–1954), deutscher Bibliothekar
- Heinrich Christian Born (1847–1897), deutscher Landwirt, Mitglied des Nassauischen Kommunallandtags und des Preußischen Abgeordnetenhauses
- Heinz Born (* 1948), Schweizer Zehnkämpfer
- Helmut Born (* 1948), deutscher Verbandsfunktionär
- Hendrik Born (1944–2021), deutscher Militärwissenschaftler
- Herbert Born (* 1916), deutscher Politiker (DBD), MdV
- Hermann Born (* 1952), deutscher Archäologe und Restaurator

### I
- Ignaz von Born (1742–1791), österreichischer Mineraloge, Geologe und Illuminat
- Irene Reicherts-Born (1924–1986), deutsche Malerin

### J
- Jacob Born der Ältere (1638–1709), deutscher Jurist und Politiker, Bürgermeister von Leipzig
- Jacob Heinrich Born (1717–1775), deutscher Jurist und Politiker, Bürgermeister von Leipzig
- Jan Born (* 1958), deutscher Neurowissenschaftler
- Jasmin von der Born (* 1979), deutsche Schauspielerin
- Jessica Born (* 1974), deutsche Blues- und Rocksängerin
- Johann Born (Rechtswissenschaftler) (1600–1660), deutscher Rechtswissenschaftler
- Johann Franz Born (1669–1732), deutscher Ratsherr und Stifter
- Johann Georg Born (1778–1851), deutschbaltisch-russischer Dichter und Pädagoge
- Johann Wilhelm von Born (1786–1833), deutscher Kaufmann und Unternehmer
- Johannes Ernst Born (1884–1958), deutscher Bildhauer
- Josef Born (1904–1987), saarländischer Politiker (KPS, DFU)
- Julia Born (* 1975), Schweizer Grafikdesignerin
- Jürgen Born (* 1940), deutscher Bankkaufmann und Fußballfunktionär

### K
- Karl Born (Verwaltungsbeamter) (1825–1909), deutscher Verwaltungsbeamter
- Karl Born (Architekt) (1885–1951), deutscher Architekt
- Karl Born (Kinobetreiber) (1910–2004), deutscher Seemann, Pilot und Kinobetreiber
- Karl Born (Manager) (* 1943), deutscher Tourismusmanager und Hochschullehrer
- Karl Erich Born (1922–2000), deutscher Wirtschafts- und Sozialhistoriker
- Karl-Heinz Born, deutscher Schauspieler
- Karl Ludwig Born (1864–1914), Schweizer Maler
- Karl Martin Born (* 1964), deutscher Geograf und Hochschullehrer
- Katharina Born (* 1973), deutsche Journalistin, Publizistin und Herausgeberin
- Kathrin Born-Boyde (* 1970), deutsche Geherin, siehe Kathrin Boyde
- Klaus Born (* 1945), Schweizer Maler, Zeichner und Illustrator

### L
- Lester Kruger Born (1903–1969), US-amerikanischer Historiker und Archivar
- Ludger Born (1897–1980), deutscher Jesuit
- Ludwig Born (Politiker) (1813–1875), deutscher Landwirt und Politiker, MdR
- Ludwig von Born (1832–1899), deutscher Bankier und Unternehmer

### M
- Manfred Born (* 1960), deutscher Jurist und Richter am Bundesgerichtshof
- Marion Eich-Born (* 1955), deutsche Politikerin
- Martin Born (1943–2007), deutscher Journalist
- Mate Mink-Born (1882–1969), deutsche Malerin vor allem christlich-religiöser Motive
- Max Born (1882–1970), deutscher Mathematiker und Physiker, Nobelpreisträger
- Michael Born (Journalist) (1958–2019), deutscher Fernsehjournalist
- Michael Born (Sportfunktionär) (* 1967), deutscher Fußballfunktionär
- Miklas Born (* 2002), Schweizer Automobilrennfahrer
- Mila Born (* 1972),  russischsprachige Schriftstellerin, Lyrikerin und Drehbuchautorin
- Mirco Born (* 1994), deutscher Fußballspieler

### N
- Natascha Born (* 1988), deutsche Schauspielerin
- Nicolas Born (1937–1979), deutscher Schriftsteller
- Norbert Born (* 1962), deutscher Politiker (SPD), stv. Landesvorsitzender

### O
- Oleg Born (* 1968), deutschstämmiger Fußballspieler
- Otto Born (1892–1945), deutscher Politiker (NSDAP)

### P
- Paul Born (1915/1916–1988), Schweizer Architekt
- Paul Born-Moser (1859–1928), Schweizer Fabrikant
- Peter Born (* 1946), deutscher Lehrer und Fotograf
- Peter-Matthias Born (* 1958), Schweizer Theaterregisseur
- Petra Born (* 1965), deutsche Eiskunstläuferin

### R
- Rainer Born (1943–2021), österreichischer Philosoph und Hochschullehrer
- Robert Born (* 1966), rumänisch-deutscher Kunsthistoriker
- Rolf Born (* 1962), Schweizer Politiker (FDP)
- Rudolf Born (1882–1969), deutscher Bildhauer
- Rudolf Born (Dompteur) (* 1925), deutscher Zirkusdompteur
- Rudolf Born (Bobfahrer), Schweizer Bobfahrer
- Rudolph Born (1828–1895), deutscher Mediziner und Politiker, MdR

### S
- Sarah Born (Produzentin) (* 1982), deutsche Filmproduzentin
- Sarah Born (Schauspielerin) (* 1989), italienisch-österreichische Schauspielerin
- Sigismund Born (1849–1901), deutsch-jüdischer Bankier, Leiter und Mitinhaber der Privatbank Born & Busse in Berlin
- Stefan Born (Schauspieler) (1950–2018), deutscher Schauspieler
- Stefan Born (Fußballspieler) (1958–2015), deutscher Fußballspieler
- Stephan Born (auch Stefan Born; 1824–1898), deutsch-schweizerischer Politiker und Gewerkschafter

### T
- Thomas Born (1951–2015), deutscher Kampfsportler
- Thomas Born (Künstler) (* 1952), deutscher Fotograf, Künstler und Hochschullehrer

### U
- Ulrich Born (* 1950), deutscher Jurist und Politiker (CDU)
- Uschi Born, deutsche Filmeditorin

### W
- Walter Born (1910–1973), deutscher Pianist und Dirigent
- Walther Born (auch Walter Born; 1901–?), deutscher Architekt
- Werner Born (1907–1987), deutscher Politiker (SPD), MdBB
- Wilhelm von Born (Politiker) (1800–1876), deutscher Offizier, Rittergutsbesitzer und Politiker
- Wilhelm von Born (1826–1902), deutscher Bankier
- Wilhelm Born (Sportler) (1881–nach 1906), deutscher Ringer und Tauzieher, Olympiasieger 1906
- Wilhelm von Born-Fallois (1878–1934), deutscher Verwaltungsbeamter und Rittergutsbesitzer
- Willi Born (Unternehmer) (1912–2005), deutscher Unternehmer
- Willi Born (Maueropfer) (1950–1970), deutsches Todesopfer an der Berliner Mauer
- Woldemar Born (1834–1912), deutscher Politiker, Bürgermeister von Zeitz
- Wolf-Ruthart Born (* 1944), deutscher Diplomat
- Wolfgang Born (Kunsthistoriker) (1893–1949), deutsch-amerikanischer Kunsthistoriker, Maler und Hochschullehrer
- Wolfgang Born (Landrat) (1903–??), deutscher Landrat
- Wolfgang Born, Pseudonym von Wolfgang Bächler (1925–2007), deutscher Lyriker und Schriftsteller
- Wolfgang Born (General) (* 1949), deutscher General